# Luis García Mozos
Luis García Mozos, firmando generalmente sólo con su nombre y su primer apellido, es un historietista, editor, ilustrador y pintor español, nacido en Puertollano (Ciudad Real) el 10 de enero de 1946. Junto con otros autores de su misma generación, como Josep María Beá (1942), Felipe Hernández Cava (1953), Carlos Giménez (1941), Fernando Fernández (1940), Enric Sió (1942) o Adolfo Usero (1941) participó en la renovación del cómic español.

## Biografía

### Infancia y juventud
En 1948, su padre (trabajador ferroviario) es destinado a Santa Cruz de Mudela, siguiéndole toda la familia. Allí Luis estudia primaria en los Hermanos de la Salle y descubre la pasión por el dibujo. Pronto imita también a los héroes de los cuadernillos de aventuras y en una de ellas, pierde la visión de un ojo tras una mala caída.
Siguiendos los consejos de uno de sus profesores, se trasladan en 1956 a Vendrell y posteriormente a Barcelona para que joven Luis puede desarrollar su vocación. Tras tres años estudiando en la Academia Mercurio y, por la tarde, en la Escuela de Artes y Oficios, trabaja para el mercado exterior a través de Creaciones Editoriales y, desde 1961, Selecciones Ilustradas, realizando generalmente historietas románticas.
A finales de los 60, comparte estudio con Carlos Giménez, Esteban Maroto, Suso Peña y Adolfo Usero, formando el denominado Grupo de la Floresta que realiza algunas historietas de forma colectiva, como 5 por Infinito o Aventuras en la selva. Protagoniza también unas veinte o veinticinco fotonovelas, alguna de ellas con su novia Carol de Haro.
En 1966, 1968 y 1970 viaja a Londres, entrando en contacto con el movimiento hippie.
Desde 1971 publica historietas de terror en las revistas de Warren Publishing.

### Madurez y reconocimiento
En 1973 conoce a la modelo Silke Hummel en una fiesta que daba Salvador Dalí en el Hotel Ritz de Barcelona y marcha con ella a París, donde Goscinny lo contrata para realizar una serie para la revista Pilote. Se trata de Las crónicas del Sin Nombre, que contará con guiones de Víctor Mora.
Alquila entonces un pequeño chalet en Premiá de Mar con Giménez y Usero, formando el grupo Premiá 3. En marzo de ese mismo año recibe el Premio Warren de 1972 (se entregó con retraso) a la mejor labor conjunta como dibujante por la historieta The Men Who Called Him Monster, publicada en Creepy n.º 43.
En 1975 empieza a trabajar con el guionista Felipe Hernández Cava, produciendo la autobiográfica Chicharras (1975). Vive entonces en una comuna en Cadaqués con Enrique Ventura y Miguel Ángel Nieto.
En 1977 participa en un viaje por Europa para apoyar el lanzamiento de la revista autogestionada Bandera negra, que a la postre se convertirá en Trocha (luego renombrada Troya) y donde iniciará su serie Etnocidio.
Con guion propio, inicia Nova-2. En estos años, viajará con Carlos Giménez a México y Nueva York y solo a Argelia, antes de desarrollar el álbum Argelia (1981), donde colaboran también Cava y Usero.
Fue uno de los fundadores, editor y director de la revista Rambla. Tras su cierre, se ha dedicado fundamentalmente a la pintura. En 1991 nace su hijo Luis Alberto.
En 2006, se celebró una exposición de su obra en el marco de las XI Jornadas de Cómic de Avilés.

## Obra
Historietística
| Fecha     | Título                         | Guionista             | Tipo                      | Publicación original                                  |
| --------- | ------------------------------ | --------------------- | ------------------------- | ----------------------------------------------------- |
| 01/1972   | The Men Who Called Him Monster | Don McGregor          | Historia autoconclusiva   | "Creepy" #43                                          |
| 01/1972   | Welcome to the Witch's Coven   |                       | Historia autoconclusiva   | "Vampirella" nº 15                                    |
| 1973-1980 | Chroniques de l’innomé         | Víctor Mora           | Serie                     | "Pilote" n.º 724 y ss                                 |
| 1975      | Chicharras                     | Felipe Hernández Cava | Historieta autoconclusiva |                                                       |
| 1977      | Etnocidio                      |                       |                           |                                                       |
| 1981      | Nova-2                         | Luis García           | Serie                     | "Totem" n. 34 a 38, "Rambla" n. 1 a 5, 9, 10, 13 y 18 |
| 1982      | Argelia                        |                       |                           |                                                       |

Pictórica
| Fecha | Título            | Tipo                | Tamaño      | Ubicación/propietario |
| ----- | ----------------- | ------------------- | ----------- | --------------------- |
| 1987  | Autorretrato      | Óleo sobre papel    | 70 x 50 cm. |                       |
| 1990  | Rosas             | Óleo sobre lienzo   | 60 x 40 cm. |                       |
| 1992  | Luis Alberto      | Óleo sobre lienzo   | 42 x 60 cm. |                       |
| 1997  | Palma de Mallorca | Grafito sobre papel | 50 x 70 cm. |                       |